# Lewis Ernest Stephen Barker
Lewis Ernest Stephen Barker, avstralski general, * 5. maj 1895, † 13. december 1981.